# Hotagens lappförsamling
Hotagens lappförsamling var en lappförsamling, en icke-territoriell församling, i Härnösands stift och i nuvarande Strömsunds kommun i Jämtlands län i Jämtland. Församlingen upplöstes den 1 januari 1942.

## Administrativ historik
Församlingen bildades 1746  som Föllinge lappförsamling genom en utbrytning ur Åsele församling. På 1750-talet utbröts Undersåkers lappförsamling och 1842 Frostvikens lappförsamling. Namnändring skedde sedan 1852 till Hotagens lappförsamling. Församlingen upplöstes den 31 december 1941, enligt beslut den 30 december 1941.

## Befolkningsutveckling
| Befolkningsutvecklingen i Hotagens lappförsamling 1860–1940 | Befolkningsutvecklingen i Hotagens lappförsamling 1860–1940 | Befolkningsutvecklingen i Hotagens lappförsamling 1860–1940 | Befolkningsutvecklingen i Hotagens lappförsamling 1860–1940 | Befolkningsutvecklingen i Hotagens lappförsamling 1860–1940 |
| --- | ----------------------------------------------------------- | ----------------------------------------------------------- | ----------------------------------------------------------- | ----------------------------------------------------------- |
| |                                                             |                                                             |                                                             |                                                             |
| År |                                                             |                                                             | Folkmängd                                                   |                                                             |
| 1860 | 1860                                                        |                                                             | 142                                                         |                                                             |
| 1865 | 1865                                                        |                                                             | 154                                                         |                                                             |
| 1870 | 1870                                                        |                                                             | 154                                                         |                                                             |
| 1875 | 1875                                                        |                                                             | 162                                                         |                                                             |
| 1880 | 1880                                                        |                                                             | 164                                                         |                                                             |
| 1885 | 1885                                                        |                                                             | 169                                                         |                                                             |
| 1890 | 1890                                                        |                                                             | 196                                                         |                                                             |
| 1895 | 1895                                                        |                                                             | 183                                                         |                                                             |
| 1900 | 1900                                                        |                                                             | 178                                                         |                                                             |
| 1905 | 1905                                                        |                                                             | 159                                                         |                                                             |
| 1910 | 1910                                                        |                                                             | 148                                                         |                                                             |
| 1915 | 1915                                                        |                                                             | 144                                                         |                                                             |
| 1920 | 1920                                                        |                                                             | 150                                                         |                                                             |
| 1925 | 1925                                                        |                                                             | 143                                                         |                                                             |
| 1930 | 1930                                                        |                                                             | 158                                                         |                                                             |
| 1935 | 1935                                                        |                                                             | 165                                                         |                                                             |
| 1940 | 1940                                                        |                                                             | 145                                                         |                                                             |
| Anm: Källor: SCB - Befolkning 1851-1910 (BiSOS A), Folkräkningen 1910-1960, Demografiska databasen, CEDAR, Umeå universitet - Summariska folkmängdsdatabasen, Riksarkivet - Summariska folkmängdsredogörelser. |                                                             |                                                             |                                                             |                                                             |